# Апсирт
Апсирт (грч. Ἄψυρτος) је у грчкој митологији био син колхидског краља Ејета.

## Митологија
Као његову мајку различити аутори су наводили различите личности. Хигин је звао Ипсија, Аполодор Идија, Аполоније Астеродија, а други аутори Хеката, Неера и Еурилита (Еврилита). Такође, његово име према Диодору и другим ауторима је заправо било Егијалеј.
Када је Егеј сазнао да су Јасон и Медеја украли његово златно руно и укрцали се на лађу Арго како би отпловили у Грчку, послао је свог сина Апсирта за бегунцима. Апсирт је повео људе и са њима из Црног мора упловио у Дунав, а потом у Саву и Аргонаутима на Аргу пресекао пут. Медеја се онда послужила лукавством; послала је поруку брату да је у току ноћи сачека у Артемидином храму како би се договорили како ће узети златно руно и заједно се вратити у Колхиду. Апсирт је поверовао сестри и дошао на заказано место, али га је тамо дочекао Јасон и убио га. Медеја је била присутна и велом је заклонила лице како не би видела братовљево убиство, али ју је ипак попрскала његова крв. Како би избегао прогањање еринија, Јасон је Апсиртово тело раскомадао и закопао у земљу. Од тада се група острва у Кварнерском заливу зове Апсиртска острва. Према другим предањима, Апсирт је био дечак, али га је Медеја свеједно убила. Или се то десило у самој Колхиди или га је била повела на лађу са собом, а када их је њен отац Ејет сустигао са својом лађом, убила је брата и раскомадала његово тело, те део по део бацала у воду. Ејет није успео да их сустигне јер је сакупљао делове тела свог сина, кога је сахранио у Констанци (тада Томи).